# Station Donges
Station Donges is een spoorwegstation in de Franse gemeente Donges.